# Nyctemera subvitrea
Nyctemera subvitrea är en fjärilsart som beskrevs av Adalbert Seitz 1915. Nyctemera subvitrea ingår i släktet Nyctemera och familjen björnspinnare. Inga underarter finns listade i Catalogue of Life.